# Batalla de Panipat (1526)
|  | Per a altres significats, vegeu «Batalla de Panipat». |

La batalla de Panipat de 1526 va tenir lloc a l'actual nord de l'Índia i es va caracteritzar per ser una de les primeres batalles, al continent Indi, en què es van emprar armes de foc, pólvora i artilleria.

## Antecedents
Entre 1508 i 1519 Babur havia expandit el seu domini a costa dels seus rivals de Delhi però sense aconseguir derrotar-los definitivament, aconseguint annexar Panjab. A la fi de 1525 les forces de Babur, governant timúrida de Kabulistan van envair el Sultanat de Delhi governat per Ibrahim Lodi qui posseïa un exèrcit molt més nombrós que el mogol, amb la intenció d'obtenir el poder i el territori de l'sultà. A més de que Lodi amenaçava el domini mogol sobre Panjab. Quan l'exèrcit de Babur va creuar el riu Indus el formaven uns 12.000 homes, però al llarg de la marxa se li van unir forces locals que van optar per donar-li suport; però, seguia estant el inferioritat numèrica.

## Batalla
La batalla decisiva es va lliurar el 21 abril prop de la petita localitat de Panipat, en l'actual estat indi de Haryana, una àrea que havia estat l'escenari d'una sèrie de batalles decisives pel control de nord de l'Índia des del segle xii.
S'estima que les forces de Babur sumaven prop de 15.000 homes i hi havia entre 20 a 24 peces d'artilleria de camp. Babur estimava que Lodi tenia al voltant de 100.000 homes, tot i que aquest nombre inclou a ajudants i altres no combatents, mentre que la força de combat va ser de prop de 30.000 a 40.000 homes en total, juntament amb al menys 100 elefants de guerra. I encara que la majoria de les tropes de Lodi fossin hindús, ell mateix i la seva família eren musulmans sunnites de ètnia paixtu, a l'ésser de la mateixa religió que Babur indica que la batalla no es va produir per aquesta com a motiu.
L'artilleria de Babur va ser decisiva en la batalla, tant perquè Lodi no tenia per complet d'aquesta i perquè mai havia lluitat una batalla contra aquestes, com perquè feia por als elefants dels hindús fent-los carregar contra les seves pròpies files. Però més importants va ser l'ús que va donar Babur a les seves armes de foc i el introduir dues noves tàctiques, la tulughma i la llaurava. La primera consistia en la divisió de l'exèrcit en diferents unitats (flancs dret i esquerre i centre) i els flancs en altres sub-unitats (part anterior i posterior), permetent una major mobilitat amb la qual un exèrcit petit podia envoltar a un molt més nombrós. La segona tàctica consistia en l'ús de carros posats a el front de les tropes i amarrats entre si amb pells d'animals i estovalles que ocultaven les forces darrere d'ells. Darrere d'ells hi havia els canons protegits, ocults i fàcilment traslladables per bous.
Un dels flancs de Babur estava protegit per la ciutat de Panipat i l'altre per una muntanya amb arbustos i rases, deixant un estret front de batalla que neutralitzava la superioritat numèrica de Lodi. El pla mogol era esperar l'atac de Lodi contra la seva línia fortificada i esperar mentre que el moment precís perquè els seus flancs ataquessin per sorpresa a la rereguarda enemiga.
Babur va haver d'esperar una setmana l'atac de Lodi, intento provocar-lo, primer sortint a camp obert i atacant amb projectils, sense èxit. Després va seleccionar a 4.000 o 5.000 homes a atacar a la nit el campament enemic, l'atac va fracassar i va haver d'enviar una tropa a el comandament del seu fill Humayun a rescatar-los, les tropes de Babur van quedar molt exposades a l'retirar-se, però Lodi va cometre l'error de no perseguir-los.
Les tropes de Lodi finalment van atacar a l'endemà, entrant a l'estret pas i sent flanquejat. Els guerrers hindús van acabar atrapats en el pas, sense poder avançar sobre les línies enemigues ni retrocedir en estar envoltats.

## Conseqüències
L'exèrcit de Lodi va ser massacrat i els seus comandants ho van abandonar (majoritàriament eren mercenaris), el mateix sultà no va sobreviure a la batalla. La batalla va determinar la fi de la dinastia Lodi i l'annexió de l'sultanat a l'acabat de crear Imperi mogol.